# Джани-Ноокат
Джани-Ноокат (кирг. Жа-Ноокат) — велике село в Киргизії. Центр Джани-Ноокатського айильного округу. Входить до Ноокатського району Ошської області Киргизської Республiки. Розташоване в передгір'ях Алайського хребта за 10 км на захід від районного центру мiсто Ноокат. 
Населення з перепису 2009 року становило 21 049 осіб, переважно зайнятого роботою в сільському господарстві та тваринництві. Знаходиться за 50 км від залізничної станції. У південній стороні Джани-Нооката збереглися залишки стародавнього поселення XV століття.
1. ↑  http://212.42.101.100:8088/nacstat/sites/default/files/%D0%9E%D1%88%D1%81%D0%BA%D0%B0%D1%8F%20%D0%BE%D0%B1%D0%BB%D0%B0%D1%81%D1%82%D1%8C.pdf